# Aeroportul Berlin Brandenburg
Aeroportul Berlin Brandenburg „Willy Brandt“ (IATA: BER, ICAO: EDDB) (în germană Flughafen Berlin Brandenburg „Willy Brandt“) este situat la 24 km sud-est de Berlin, Germania, în landul Brandenburg.
Aeroportul a înlocuit aeroportul Berlin-Tegel ca singurul aeroport comercial din Berlin. A fost unul dintre cele mai controversate proiecte din Germania. Lucrările au început în 2006 și ar fi trebuit să fie gata în 2011. După șase termene ratate și nouă ani de întârzieri aeroportul a fost inaugurat pe 30 octombrie 2020.
Noul aeroport a integrat facilitățile vechiului Schönefeld și a costat 6,5 miliarde de euro.
Aeroportul și-a primit numele în memoria politicianului Willy Brandt. El a fost primar general al Berlinului occidental și cancelar al Republicii Federale Germania.

## Destinații
La momentul actual (sept 2024) următoarele aeroporturi din România au legătruri directe cu acest aeroport:  București, Iași

## Traficul de pasageri
|  | Graficele sunt indisponibile din cauza unor probleme tehnice. Mai multe informații se găsesc la Phabricator și la wiki-ul MediaWiki. |

Vezi interogarea Wikidata.